# 松浦三千男
松浦 三千男（まつうら みちお、1937年5月8日 - ）は、静岡県掛川市出身の元プロ野球選手（投手）。

## 来歴・人物
静岡商業高では、2年生時の1954年に1年上の横山俊雄（のち静岡商監督）と投の二本柱を組み、夏の甲子園に出場。大会では先発を任され、2回戦（初戦）で田中尊がいた高松商に競り勝ち波に乗る。準々決勝では泉陽高に辛勝。準決勝は高知商のエース片田謙二と投げ合い逆転勝ち。決勝に進出するが中京商の中山俊丈に0-3で完封され敗退、準優勝にとどまる。他の1年上のチームメイトに一塁手、四番打者の興津達雄、捕手の瀧英男（後に大阪タイガースでもチームメイトになる）がいた。
翌1955年春の選抜にも出場。2回戦（初戦）で初出場の明星高（大阪府）に敗退。高校同期に左翼手の大木利男（瀧と共に、のち大阪でチームメイトになる）がいる。
1956年に大阪タイガースに入団。スピードのある本格派右腕として期待されたが、右膝を故障。これが命取りとなり、プロでの登板は、1957年5月14日の広島戦（観音球場）のみに留まった。1958年限りで退団。
1959年に社会人野球の鐘化カネカロンに入団すると、瞬く間に実力を開花させた。ドロップやシュートを武器に、1960年の都市対抗では、松下電器の補強選手になり、エースとして起用され勝ち進む。決勝では熊谷組に延長10回サヨナラ負けを喫するが、チームの準優勝に貢献。同大会の久慈賞も受賞した。大会終了後の全日本ハワイ遠征選抜メンバーにも選出されている。翌1961年の都市対抗にも出場。1回戦で積水化学に9回裏サヨナラ負けを喫する。この時のチームメイトに大根晃（元阪神。1956年の1年だけチームメイトだった）がいる。

## 詳細情報

### 年度別投手成績
| 年 度    | 球 団    | 登 板 | 先 発 | 完 投 | 完 封 | 無 四 球 | 勝 利 | 敗 戦 | セ 丨 ブ | ホ 丨 ル ド | 勝 率 | 打 者 | 投 球 回 | 被 安 打 | 被 本 塁 打 | 与 四 球 | 敬 遠 | 与 死 球 | 奪 三 振 | 暴 投 | ボ 丨 ク | 失 点 | 自 責 点 | 防 御 率 | W H I P |
| -------- | -------- | ----- | ----- | ----- | ----- | -------- | ----- | ----- | -------- | ----------- | ----- | ----- | -------- | -------- | ----------- | -------- | ----- | -------- | -------- | ----- | -------- | ----- | -------- | -------- | ------- |
| 1957     | 大阪     | 1     | 0     | 0     | 0     | 0        | 0     | 0     | --       | --          | ----  | 9     | 2.0      | 4        | 1           | 1        | 0     | 0        | 0        | 0     | 0        | 1     | 1        | 4.50     | 2.50    |
| NPB：1年 | NPB：1年 | 1     | 0     | 0     | 0     | 0        | 0     | 0     | --       | --          | ----  | 9     | 2.0      | 4        | 1           | 1        | 0     | 0        | 0        | 0     | 0        | 1     | 1        | 4.50     | 2.50    |

### 背番号
- 33 （1956年 - 1958年）